# Комерсиал (футбольный клуб, Кампу-Майор)
«Комерсиал» (порт. Comercial Atlético Clube) — бразильский футбольный клуб из города Кампу-Майор, штата Пиауи. В настоящий момент клуб выступает в Серии D Бразилии. Клуб основан 21 апреля 1945 года, домашние матчи проводит на стадионе «Деусдет Мело», вмещающем 4 000 зрителя. Главным достижением «Комерсиала», является победа в чемпионате штата Пиауи в 2010 году.

## Достижения
- Чемпион Лиги Пиауиэнсе (1): 2010.